# Melanie Lynskey
Melanie Jayne Lynskey est une actrice néo-zélandaise née le 16 mai 1977 à New Plymouth.
Connue pour jouer des personnages complexes et maîtriser des dialectes américains,, ainsi que pour travailler principalement sur des films indépendants, elle fait ses débuts au cinéma en 1994 en interprétant une adolescente meurtrière aux côtés de Kate Winslet dans Créatures célestes de Peter Jackson. Après avoir emménagé aux États-Unis, Lynskey construit sa carrière d'actrice en jouant des rôles secondaires dans une variété de longs-métrages à gros budget à échelle modeste tels que À tout jamais, une histoire de Cendrillon (1998), But I'm a Cheerleader (1999), Coyote Girls (2000), Fashion victime (2002), Le Mystificateur (2003), Mémoires de nos pères (2006), Away We Go (2009), In the Air (2009), The Informant! (2009), Le Monde de Charlie (2012) et plus récemment Don't Look Up : Déni cosmique (2021).
En 2012, elle reçoit les éloges de la critique pour sa performance de divorcée déprimée dans Hello I Must Be Going (en), qui s'avère être un tournant dans sa carrière. Ses rôles principaux ultérieurs dans The Intervention (2016) et I Don't Feel at Home in This World Anymore (2017) entre autres l'ont établi comme une figure éminente de la communauté cinématographique indépendante américaine.
En dehors du cinéma, Melanie Lynskey est surtout connue pour son interprétation de la sociopathe mais amicale Rose dans la sitcom Mon oncle Charlie (2003-2015), mais aussi pour son rôle de Michelle Pearson dans la série Togetherness (2015-2016). Elle est également apparue dans la première saison de la série anthologique Castle Rock (2018) et a tenu le rôle de Rosemary Thomson dans Mrs. America (2020). Depuis 2021, elle interprète le rôle de Shauna Sadecki dans la série Yellowjackets, dont la prestation est acclamée par la critique.

## Biographie

### Enfance et jeunesse
Lynskey est née à New Plymouth, en Nouvelle-Zélande. Elle est la fille de Kay Lynskey, agent immobilier, et de Tim Lynskey, chirurgien orthopédiste. Son nom de famille est irlandais. Lynskey est l'aînée de cinq enfants et a trois frères et une sœur. En grandissant, elle était souvent seule responsable des soins de ses jeunes frères et sœurs. Lynskey a été élevé dans la foi baptiste.
Quand elle avait six ans, la famille de Lynskey a déménagé en Angleterre pendant un an avant de retourner en Nouvelle-Zélande,. Elle se souvient avoir bougé « beaucoup » en raison de la profession de son père : « Mon père était étudiant en médecine quand je suis née, donc il étudiait et allait dans différentes universités. Et puis il faisait sa résidence, donc J'ai toujours été le petit nouveau à l'école ». Elle a ensuite fréquenté le New Plymouth Girls' High School, où elle a été impliquée dans le département d'art dramatique et les pièces de théâtre de l'école. Elle a parlé de sa timidité à l'école et de trouver du réconfort dans le jeu d'acteur : « C'était tellement libérateur, que quelqu'un me donne les mots à dire et ne pas être moi-même pendant une minute. C'était comme si un poids était enlevé de mes épaules ». Après avoir obtenu son diplôme d'études secondaires, Lynskey a étudié pendant dix-huit mois à l'Université Victoria de Wellington, avec une spécialisation en littérature anglaise, mais a abandonné ses études pour se concentrer sur sa carrière cinématographique,.

### Carrière

#### Débuts au cinéma et à la télévision (1994-2002)

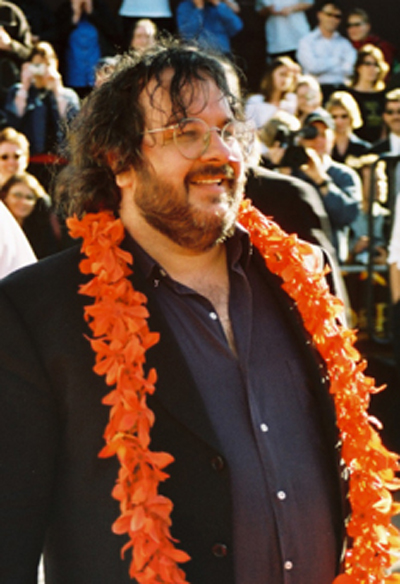
Le réalisateur Peter Jackson (ici en 2001), réalisateur de Créatures célestes.

Lynskey a fait ses débuts d'actrice professionnelle à 16 ans en jouant dans le drame psychologique Créatures célestes de Peter Jackson, basé sur l'affaire Parker-Hulme. Lynskey interprète Pauline Parker, une adolescente qui commet un crime brutal avec l'aide de sa meilleure amie (jouée par Kate Winslet). Elle a auditionné pour le rôle à l’occasion d’une visite dans son lycée par un directeur de casting,parmi 500 filles pour le rôle de Pauline, aucune n’étant considérée parfaite. La co-scénariste du film, Fran Walsh, a admiré « l'intensité tranquille » de Lynskey et a dit qu'ils savaient immédiatement qu'elle était parfaite pour le rôle. Créatures célestes a été acclamé par la critique lors de sa sortie en 1994,. Le critique Roger Ebert a félicité Jackson pour avoir choisi « deux bonnes actrices », notant qu'« il y a une façon pour Lynskey de lever les yeux sous les sourcils brillants qui vous laisse savoir que ses entrailles bouillonnent ». Owen Gleiberman de Entertainment Weekly a décrit Lynskey comme étant « extraordinaire », tandis que Richard Corliss a déclaré dans sa critique pour Time que « le coup de chance du film a été de retrouver Winslet et surtout Lynskey, actrice pour la première fois », ajoutant qu'« elles sont parfaites, intrépides pour incarner l'hystérie adolescente ».
Créatures célestes est reconnu comme une référence dans le cinéma néo-zélandais,,. Le long-métrage est nommé pour l'Oscar du meilleur scénario original  tandis que Lynskey a été nommée meilleure actrice aux New Zealand Film and Television Awards. Elle considère le travail avec Jackson et Winslet comme une expérience d'apprentissage importante,. Au cours de la réalisation du film, elle est devenue particulièrement proche de Winslet, qui a déclaré plus tard que Lynskey est « comme le côté gauche de [s]on corps » et qu'elles avaient « la relation exacte en termes de communication et d'amour » que Pauline et Juliet, dès la minute où elles se sont vues.
Après un intervalle de deux ans au cours duquel elle a fréquenté l'université, Lynskey auditionne pour un rôle dans La Chasse aux sorcières et fait une apparition muette dans Fantômes contre fantômes de Peter Jackson (1996). Peu après, elle a joué dans une production théâtrale des Bonnes de Jean Genet pour le le New Zealand Fringe Festival. L'année suivante, Lynskey obtient un rôle de premier plan, celui de Melody, une réceptionniste timide qui noue un lien inhabituel avec un correspondant étranger, dans le drame indépendant Foreign Correspondents, tourné à Los Angeles et qui a attiré l'attention pour son utilisation du financement participatif, une stratégie qui était considérée comme une « percée » à l'époque. Le réalisateur, Mark Tapio Kines, a contacté Lynskey pour lui offrir le rôle après avoir lu en ligne qu'elle était impatiente de travailler en Amérique. Cette même année, elle a été choisie pour incarner la demi-sœur « charmante et drôle » de Drew Barrymore dans À tout jamais, une histoire de Cendrillon, une épopée réinventant l'histoire de Cendrillon. Le film a été à la fois un succès commercial et critique lors de sa sortie en 1998,. Elle attribue le développement de sa confiance en elle à cette époque, ainsi que l'avancement de sa carrière, au soutien et aux conseils qu'elle a reçus de Barrymore et de leur co-vedette, Anjelica Huston, pendant le tournage d'À tout jamais.

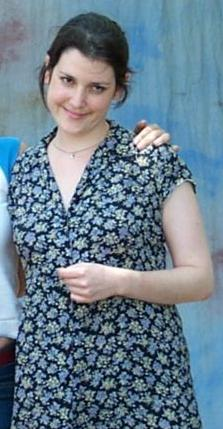
Lynskey en 2002 lors du tournage de Claustrophobia.

En 1999, Lynskey est apparue dans quatre longs métrages : la comédie pour adolescents Detroit Rock City, une adaptation de La Cerisaie d'Anton Tchekhov, le film de gangsters britannique Shooters et le film culte indépendant But I'm a Cheerleader, qui est souvent considéré comme l'un des meilleurs films LGBT jamais réalisés,,. Ensuite, elle a adopté un accent du New Jersey pour un rôle clé en tant que meilleure amie du personnage de Piper Perabo dans la comédie romantique Coyote Girls (2000), avant de retourner en Nouvelle-Zélande pour jouer le rôle d'Alice — une vagabonde à l'esprit libre qui se lance dans un dangereux road trip — dans le film primé Snakeskin (2001), qui est projeté au Festival de Cannes.Pour ce film, elle a reçu de solides critiques, et une nomination pour la meilleure actrice aux New Zealand Film Awards.
En 2002, Lynskey a fait équipe avec le réalisateur Andy Tennant — avec qui elle avait déjà travaillé sur À tout jamais — pour jouer une connaissance d'enfance de Reese Witherspoon dans la comédie romantique Fashion victime, qui a eu un premier week-end d'exploitation en salles record en Amérique du Nord. Ces dernières années, la scène dans laquelle le personnage de Lynskey allaite son bébé dans un bar bondé a été notée pour sa pertinence culturelle. Ensuite, elle est apparue aux côtés de Katie Holmes dans le thriller psychologique Abandon, premier film de Stephen Gaghan. Le film reçoit un accueil négatif de la part des critiques, mais la performance de Lynskey a été considérée comme l'un de ses points forts, Todd McCarthy de Variety soulignant qu'elle « fait du vol de scène conscient de soi ». Cette même année, elle fait ses débuts à la télévision dans Rose Red, une mini-série écrite par Stephen King. La série a été un succès d'audience avec une moyenne de 18,5 millions de téléspectateurs sur trois nuits consécutives.

#### Rôles de soutien etMon oncle Charlie(2003-2011)
En 2003, Lynskey a joué le rôle d'Amy Brand, journaliste pour The New Republic, dans Le Mystificateur, un film basé sur la carrière de l'ancien journaliste Stephen Glass (incarné par Hayden Christensen). Jeff Otto d' IGN l'a qualifié de « drame rempli de tension avec de grandes performances », tandis qu'Andrew Sarris a estimé qu'il était « aussi bien exécuté que n'importe quel film que j'ai vu cette année », notant que « les performances de... Mme. Sevigny, Mme Dawson et Mme Lynskey font plus que compléter la caractérisation centrale de M. Christensen ; ils fournissent une toile de fond saine pour que [ses] tromperies pathologiques se dénouent régulièrement ». Plus tard cette année-là, elle décroche le rôle de Rose, voisine et harceleuse sournoise mais attachante de Charlie Harper (joué par Charlie Sheen) dans la sitcom de CBS Mon oncle Charlie. Après être apparu initialement dans l'épisode pilote en tant que personnage invité, Lynskey a été invitée à devenir une habituée de la série et a continué à apparaître fréquemment tout au long des deux premières saisons de la série. Bien qu'elle ait quitté le casting principal en 2005 pour se concentrer sur le travail cinématographique— une décision pour laquelle le producteur exécutif Chuck Lorre a dit qu'il avait « beaucoup de respect » — elle a continué à faire des apparitions dans la série jusqu'à son dernier épisode, diffusé en février 2015,.
En 2006, Lynskey est apparue en tant qu'épouse de René Gagnon (joué par Jesse Bradford) dans le long métrage de guerre réalisé par Clint Eastwood, Mémoires de nos pères. Écrivant pour le Honolulu Star-Advertiser, Burl Burlingame l'a décrit comme « le témoignage le plus riche qu'Hollywood ait encore fait sur le paroxysme de la Seconde Guerre mondiale… un film étonnant à tous les niveaux »  tandis que Peter Travers de Rolling Stone en parle comme d'« un film d'une puissance impressionnante et d'une provocation fulgurante ». L'année suivante, elle a joué l'un des personnages principaux — une femme désespérée de s'éloigner de son mari violent — dans la mini-série télévisée Drive, qui a été annulée par FOX au milieu de sa première saison. Dans sa critique pour le Los Angeles Times des deux premiers épisodes de la série, Mary McNamara a décrit Lynskey comme « particulièrement irrésistible ».

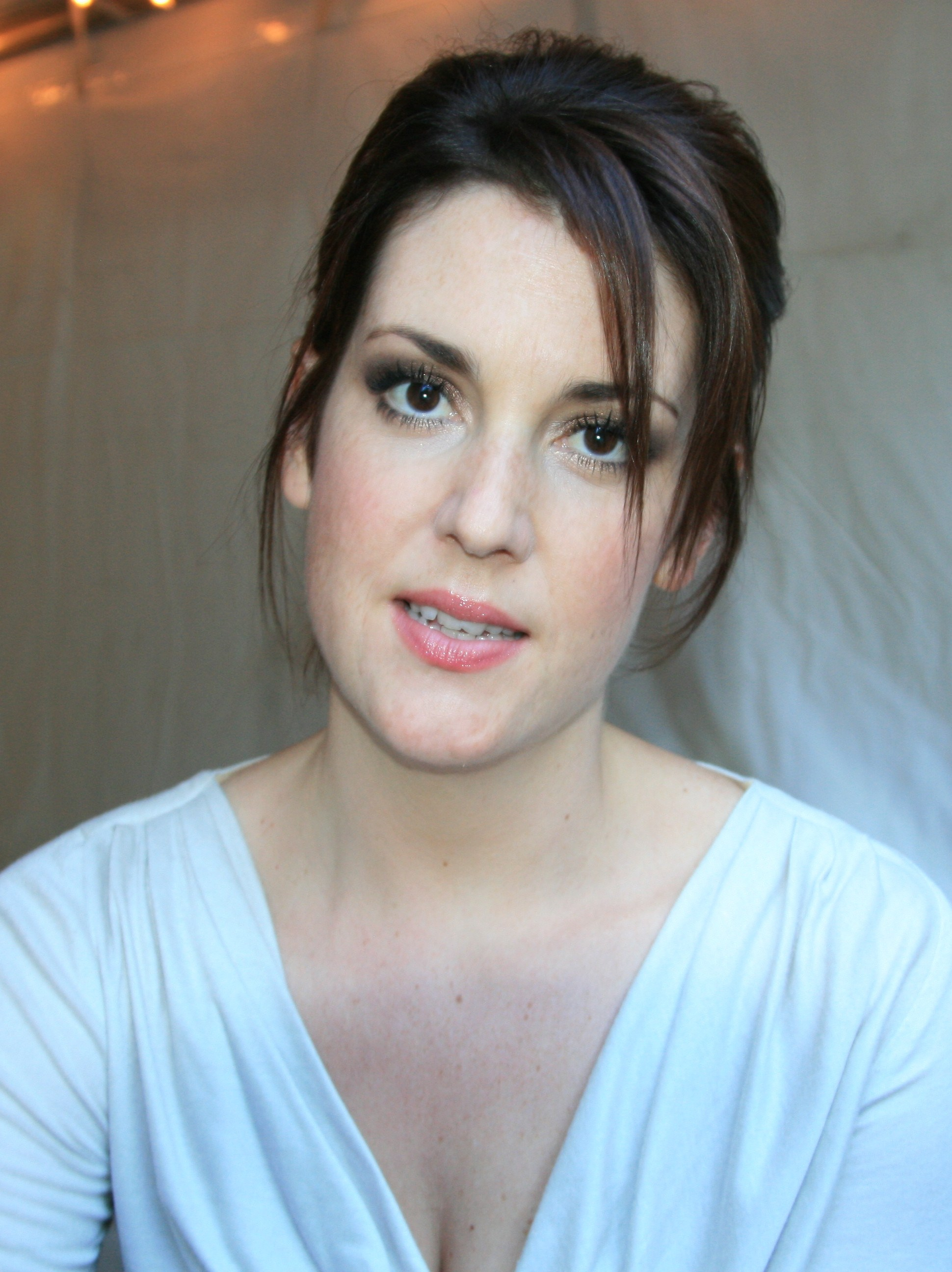
Lynskey au Festival de Toronto pour la promotion de In the Air en 2009.

En 2008, Lynskey a joué un petit rôle dans la mini-série western en trois parties Comanche Moon, diffusée sur CBS. La série a reçu un accueil mitigé de la part des critiques, mais People a commenté que la performance de Lynskey était parmi les « meilleures » de la distribution. Plus tard cette année-là, elle est revenue une fois de plus en Nouvelle-Zélande pour jouer dans le drame romantique Show of Hands, pour lequel elle a remporté une nomination pour la meilleure actrice aux Qantas Film and Television Awards.
Lynskey a reçu de bonnes critiques, en 2009 pour son apparition dans Away We Go, comédie dramatique de Sam Mendes, où elle a joué une femme qui a subi une série de fausses couches. Se référant à la scène dans laquelle son personnage exécute une pole dance devant son mari en deuil, Wesley Morris du Boston Globe a déclaré qu'elle « dramatise la tristesse et le dysfonctionnement avec une physicalité calme et émouvante » et que c'est « la meilleure performance du film ». Ensuite, elle a joué le rôle de l'épouse follement dévouée du lanceur d'alerte et fraudeur Mark Whitacre, joué par Matt Damon, dans le biopic dramatico-comique The Informant!. Basé sur des événements réels, le film a été décrit comme « un plaisir diabolique » par Rolling Stone, tandis que Geoffrey Macnab de The Independent a noté que Lynskey a fourni un « soutien exceptionnel ». Lors de la promotion du film en septembre de cette année-là, Soderbergh a déclaré au Los Angeles Times : « Elle est tellement regardable. Vous ne savez jamais vraiment ce que vous allez obtenir, vous savez juste que ça va être bon. Ses rythmes sont vraiment inhabituels, comme sa cadence et ses temps de réaction aux choses, et la façon dont elle formule une phrase. C'est vraiment, vraiment intéressant ».
Lors de la réalisation du film, Soderbergh a découragé Lynskey de contacter la personne réelle sur laquelle son personnage était basé, car il voulait qu'elle parvienne à sa propre conclusion quant à savoir si Ginger avait été complice des crimes de son mari. « J'ai décidé qu'elle n'avait aucune idée de ce qui se passait », a-t-elle déclaré plus tard, ajoutant « Elle faisait confiance, c'était le genre de femme qui pense que son travail consiste à rester à la maison et à s'occuper des enfants... même si certaines choses ne s'additionnaient pas forcément... Elle n'en demandait pas trop des questions ». Lynskey compte son temps à travailler sur The Informant! comme l'une de ses expériences professionnelles préférées.
Toujours en 2009, Lynskey est apparue comme la fiancée enceinte d'Edward Norton dans la comédie noire Escroc(s) en herbe de Tim Blake Nelson — Cho Seong-yong de RogerEbert.com écrivant que sa performance était l'un des principaux contributeurs au « charme décalé » du film, et en tant que sœur cadette du personnage de George Clooney dans In the Air. Ce dernier, qui a été réalisé par Jason Reitman, a été nommé dans six catégories, dont celui du meilleur film, lors de la 82e cérémonie des Oscars. Reitman n'avait jamais choisi un étranger pour jouer un Américain dans l'un de ses films, mais Lynskey a dit qu'elle l'avait « trompé » pour qu'il lui donne le rôle en ne lui parlant pas pendant son audition, cachant ainsi son véritable accent. Reitman a dit qu'il était « ravi » par cela. En octobre 2009, Lynskey a reçu un Spotlight Award au Hollywood Film Festival.
En 2010, Lynskey a joué le rôle principal dans Helena from the Wedding, que Jon Frosch du Hollywood Reporter a qualifié de « comédie sage et lumineuse à petit budget », ajoutant que « les acteurs forment un ensemble homogène, mais [le film] appartient à... Lynskey ». L'année suivante, elle a joué aux côtés de Kurt Russell dans le drame sportif Touchback, et a reçu des éloges pour son interprétation de Cindy — une toxicomane en convalescence — dans Les Winners,, où elle a partagé la vedette avec Paul Giamatti. Dans sa critique de ce dernier pour le Hollywood Reporter, David Rooney a félicité le réalisateur du film, Tom McCarthy, pour son « toucher infaillible avec la comédie basée sur des personnages mineurs et le drame émotionnellement honnête », tout en notant que Lynskey « apporte des nuances douces bienvenues à l'élément perturbateur de l'histoire ». Pendant ce temps, Mary Pols a déclaré dans sa critique pour Time que « [Lynskey] est devenue l'une des actrices de soutien les plus intrigantes du cinéma... elle a eu [des rôles dans] Away We Go, The Informant! et In the Air... elle était merveilleuse dans les trois. Dans [ceci], elle donne un type de performance très différent et est encore meilleure ».

#### Transition vers les rôles principaux au cinéma et reconnaissance (2012-2020)
En 2012, Lynskey est apparue aux côtés de Steve Carell dans la comédie de Lorene Scafaria Jusqu'à ce que la fin du monde nous sépare et tient un rôle clé en tant que tante sexuellement abusive du personnage principal adolescent dans Le Monde de Charlie, un drame basé sur le roman du même nom. En raison de la nature de son personnage dans ce dernier, Lynskey a déclaré que cela avait été une décision difficile de prendre le rôle. Cette année-là également, elle a joué dans la comédie romantique Putzel, avec Mark Hinson du Tallahassee Democrat écrivant que sa performance - dans le rôle de Sally, une danseuse professionnelle et l'intérêt amoureux du personnage principal - « vole la vedette... [le film] prend vie chaque fois que la charmante Lynskey arrive à l'écran » tandis que dans son examen pour Redefine, Allen Huang l'a décrite comme « délicieuse » et « adroitement crédible ».
L'interprétation par Lynskey d'Amy Minsky — une femme divorcée qui doit retourner vivre avec ses parents — dans Hello I Must Be Going (en) (2012) a été particulièrement bien accueilli par la critique,. Pour la première fois dans sa carrière, l'actrice est apparue dans chaque scène tout au long du film; elle a décrit l'expérience comme « beaucoup de pression » et a déclaré qu'elle avait initialement supposé que le rôle serait confié à quelqu'un comme Michelle Williams ou Maggie Gyllenhaal. En parlant de sa décision de lancer Lynskey, le réalisateur Todd Louiso a déclaré: « Je savais que si je la choisissais pour le rôle, le film avait le potentiel de résonner à mille niveaux différents ». Dans son examen pour le Los Angeles Times, Kenneth Turan a écrit : « Si vous connaissez le nom de Melanie Lynskey, vous avez déjà prévu de la voir dans Hello I Must Be Going. Si vous ne le faites pas, ce film vous fera rattraper le temps perdu. C'est comme ça qu'elle est bonne actrice ».
USA Today a fait l'éloge du film pour être « drôle, bien écrit, impliquant et émotionnellement honnête », tout en notant que « Lynskey apporte dimension et intelligence » et un « mélange sympathique d'humour, de dignité et de naturel au rôle ». La performance lui a valu une nomination pour le Gotham Independent Film Award de la meilleure révélation d'un acteur. En 2015, Screen Rant a placé la représentation d'Amy par Lynskey à la sixième place des « 20 meilleures performances d'acteur des 5 dernières années ».

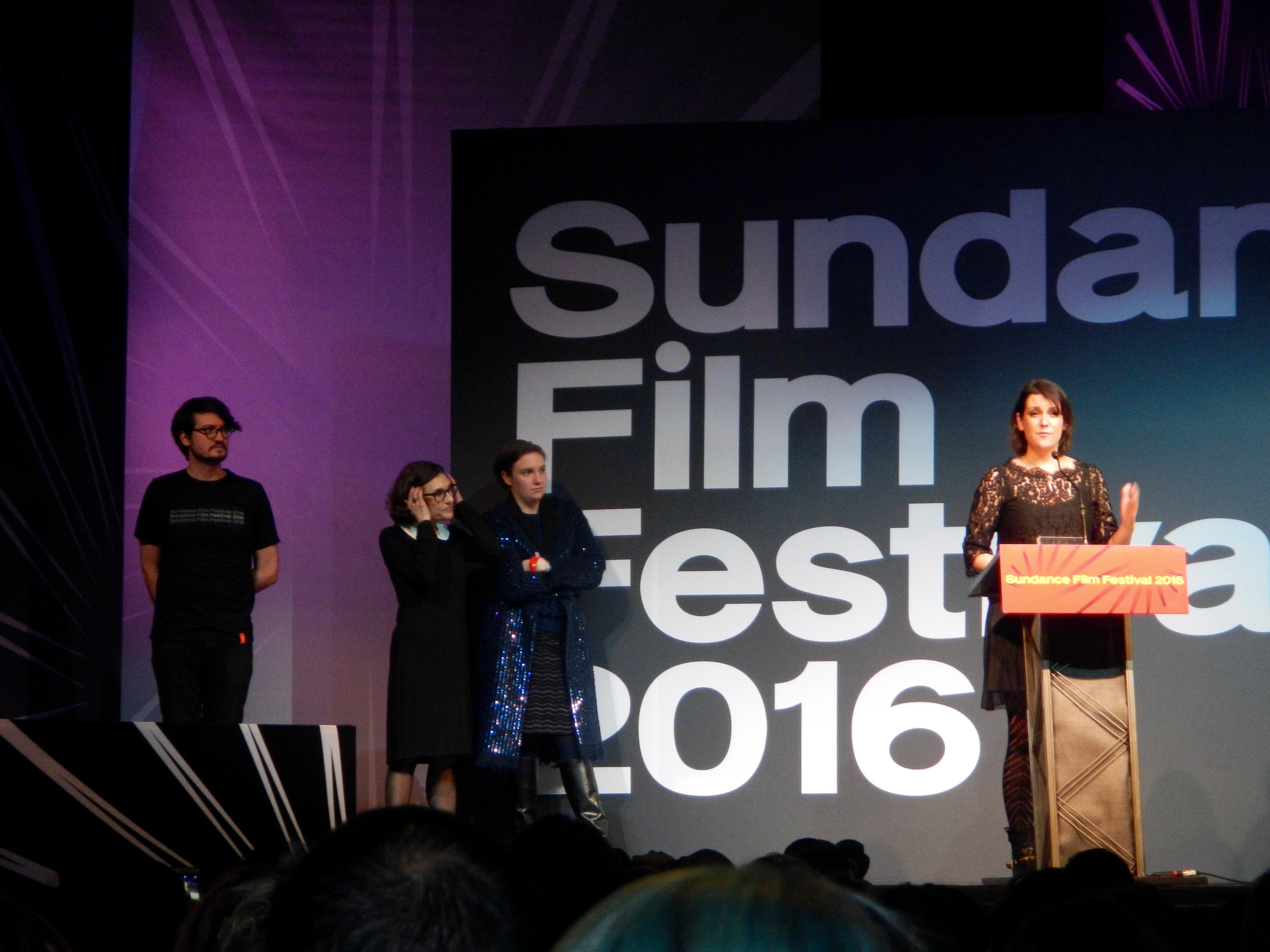
Lynskey remportant le Prix Spécial du jury au Festival de Sundance en 2016 pour sa prestation dans The Intervention.

En 2013, Lynskey a joué un rôle principal dans The Big Ask, une comédie dramatique indépendante. Le film a reçu un accueil mitigé de la part des critiques, mais la représentation d'Hannah par Lynskey a été saluée,,. En avril de l'année suivante, elle a été nommée lauréate du Master émergent au Festival international du film RiverRun. Son prochain rôle était dans Happy Christmas (2014), où elle a joué Kelly, une romancière en herbe dont la passion pour l'écriture est ravivée lorsque sa belle-sœur (jouée par Anna Kendrick) vient lui rendre visite. Le film a attiré l'attention pour être presque entièrement improvisé. Stephen Holden du New York Times a commenté que « les performances de Happy Christmas sont si naturelles que les acteurs se fondent dans leurs personnages » tandis que d'autres critiques ont choisi Lynskey comme un point culminant,. Plus tard cette année-là, elle est apparue comme la meilleure amie d' Amy Poehler dans They Came Together de David Wain et a joué les rôles principaux féminins dans We'll Never Have Paris et Goodbye to All That. Dans sa critique de ce dernier, Bilge Ebiri a décrit Lynskey comme « fantastique ». Ensuite, elle a fourni la voix de Beatrice, un oiseau bleu de mauvaise humeur, pour la mini-série de Cartoon Network La Forêt de l'Étrange. Kevin Johnson de The AV Club a noté que « Lynskey vole la vedette avec ses incroyables dénigrements et son agressivité passive, évitant intelligemment l'impertinence ou le sarcasme exagéré ». La série a continué à recevoir trois Creative Arts Emmy Awards, dont le meilleur programme d'animation.
De 2015 à 2016, Lynskey a joué Michelle Pierson dans la série de HBO Togetherness, qui parlait de la vie de deux couples vivant sous le même toit. Le programme — qui a été créé par les frères Duplass — a duré deux saisons et a été salué pour sa narration intime et les performances de ses acteurs,. La performance a valu à Lynskey une nomination en 2015 pour le Critics' Choice Television Awards dans la catégorie meilleure actrice dans un second rôle dans une série comique. Bien qu'elle ait raté une nomination aux Primetime Emmy Awards en 2016, elle a été désignée comme une candidate digne à l'approche de la cérémonie de cette année-là,,. En mars 2016, il a été annoncé que HBO avait décidé de ne pas renouveler Togetherness pour une troisième saison. Lynskey a comparé plus tard cela au fait d'avoir « le cœur brisé par quelqu'un dont je suis toujours amoureuse ».
Pour son rôle dans The Intervention (2016), Lynskey a reçu le US Dramatic Special Jury Award for Individual Performance au Festival de Sundance. Dans sa critique pour IndieWire, Russ Fischer a souligné le « timing comique extrêmement bon » de l'actrice, tandis qu'Ethan Anderton de /Film a noté que « Lynskey est la vedette, livrant une performance qui est authentique, drôle et touchante tout en même temps ». Pour sa première réalisation, l'actrice Clea DuVall, a écrit le personnage d'Annie, une alcoolique tendue, spécifiquement pour Lynskey. Elle a demandé l'aide d'un thérapeute avant que le film n'entre en production pour se préparer à travailler avec DuVall, une amie proche depuis plusieurs années : « Je ne voulais pas qu'il arrive quoi que ce soit à notre amitié et c'était un grand défi était de pouvoir tenir le coup pour moi-même et mon point de vue par rapport au scénario et à ce personnage ». Cette année-là également, elle a joué aux côtés de Robert Webb dans le pilote pour une série comique de la BBC Two, Our Ex-Wife et a tenu un des rôles principaux dans les longs métrages indépendants Rainbow Time, Little Boxes et The Great & The Small. Joe Leydon de Variety a décrit sa performance dans ce dernier comme « tranquillement dévastatrice ».
La performance de Lynskey dans le thriller de Netflix I Don't Feel at Home in This World Anymore (2017) a été chaleureusement saluée par la critique,. Le réalisateur du film, Macon Blair, a écrit le personnage de Ruth, une justicière opprimée qui fait équipe avec son voisin (joué par Elijah Wood) pour traquer un cambrioleur, avec Lynskey à l'esprit. Le rôle s'est avéré physiquement difficile, car il impliquait des cascades et l'utilisation de prothèses,. Le critique Peter Debruge de Variety a félicité Blair pour avoir donné à Lynskey « quelque chose d'inoubliable à faire » et a estimé qu'elle avait livré son « meilleur travail à ce jour », tandis que Time Out la décrivait comme « bouillonnante et magnétique ». Le film a reçu le Grand Prix du Jury à Sundance, tandis que Lynskey a reçu une nomination pour le Gotham Independent Film Award de la meilleure actrice.
Après la sortie de I Don't Feel at Home in This World Anymore, Lynskey a eu des rôles principaux la même année en tant que parent d'un lycéen en difficulté dans le drame controversé And Then I Go, une avocate de la défense dans la mini-série australienne Sunshine, pour laquelle elle a reçu une nomination au Golden Nymph Award, la mère d'une fille aux pouvoirs surnaturels dans The Changeover et dans le film d'horreur XX, dans lequel son personnage essaie frénétiquement de cacher le corps de son mari après l'avoir trouvé mort. Dans sa critique de ce dernier long-métrage, Stephanie Zacharek de Time a écrit : « le film a une charge ironique et comique, et Lynskey, formidable comme toujours, apporte une note de grâce pathétique au traitement méchant ».
Lynskey a joué un rôle principal dans le drame indépendant Sadie en 2018, jouant une femme qui lutte pour élever sa fille pendant que son mari est en mission en Afghanistan. Variety a décrit le film comme « tranquillement absorbant », ajoutant que le travail de Lynskey était « fort » et « convaincant » tandis que Frank Scheck du Hollywood Reporter a écrit qu'« il n'est pas surprenant que Lynskey, qui s'est tranquillement imposée comme l'une des meilleures actrices du cinéma indépendant, soit à nouveau superbe dans son virage émotionnellement complexe ». Ensuite, elle est apparue dans le rôle principal de Molly Strand dans la première saison de Castle Rock, série d'horreur psychologique basée sur des personnages et des décors des romans de Stephen King. La série a été diffusée sur Hulu en juillet 2018 et a recueilli des critiques positives, en particulier pour le casting, Paste a qualifié Lynskey de « délicatement complexe », tandis qu'Alan Sepinwall de Rolling Stone a estimé que la série était « le dernier exemple en l'humanité et l'enracinement que [Lynskey] peut apporter aux histoires les plus surréalistes et macabres... un tradition qui remonte à son adolescence dans Créatures célestes ». La série a été renouvelée plus tard pour une deuxième saison cependant, en raison du caractère anthologique de la série, il comportait un ensemble différent d'acteurs.
En 2020, Lynskey a partagé la vedette avec Cate Blanchett dans la mini-série en neuf parties Mrs. America, un drame politique centré sur la carrière de l'activiste conservatrice Phyllis Schlafly. La série a été diffusée sur FX on Hulu et a été largement acclamée par la critique, James Poniewozik du New York Times la qualifiant d'« époustouflante... une peinture murale méticuleusement créée et observée qui trouve le germe de l'Amérique contemporaine dans les efforts de femmes folles à juste titre ». La représentation de Lynskey de la véritable Rosemary Thomson, une fervente partisane de Schlafly, a été décrite comme « délicieuse » et qui « ressort » parmi les acteurs. Elle déclarera plus tard que travailler avec Blanchett était « l'une des grandes expériences » de sa vie.

#### Continuation, éloges de la critique etYellowjackets(depuis 2021)

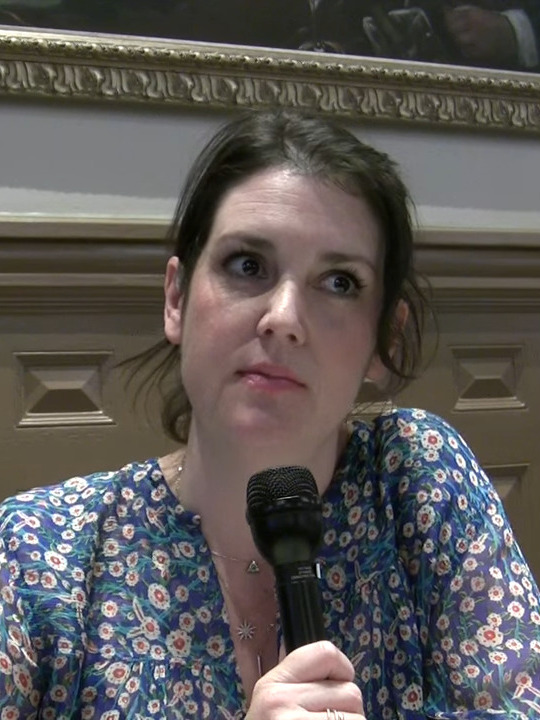
Lynskey en 2016.

En 2021, Lynskey a joué le rôle principal d'Hannah - une stoner paresseuse qui décroche involontairement un emploi de guide touristique dans un manoir historique - dans la comédie La Dame du manoir, qui marque les débuts en tant que réalisateur de l'acteur Justin Long et de son frère, Christian. Lynskey a déclaré qu'elle avait accepté de jouer le rôle parce que « l'idée d'être en pantalon de survêtement et d'agir comme si j'étais défoncée pendant tout un film était tellement libératrice ». Les critiques ont rejeté la dépendance du film à l'humour scatologique, mais la performance de Lynskey a été bien accueillie, avec Angie Han du Hollywood Reporter commentant qu'elle « apporte le même engagement hermétique au désordre pour Hannah qu'elle fait pour tous ses rôles variés » et trouvant que son alchimie avec Judy Greer était « chaleureuse et authentique », tandis que Screen Rant a estimé qu'elle « brille comme... la merde sans gouvernail, sans classe.... [Elle] embrasse sans vergogne l'humour physique... et s'engage vraiment dans les gags. Il y a quelques éclats de rire -des moments forts dans le film, et Lynskey est au centre de chacun d'eux ».
Le traitement satirique d'Adam McKay de la crise du changement climatique, Don't Look Up : Déni cosmique, est le deuxième rôle cinématographique de Lynskey en 2021. Sa performance en tant que June, épouse de Randall, incarné par Leonardo DiCaprio - a été choisie comme un point culminant parmi la distribution d'ensemble, avec David Rooney du Hollywood Reporter la décrivant comme « formidable » et David Ehrlich de IndieWire écrit dans sa critique, qu'elle était « brillante tout en étant discrète comme [l'épouse lucide de DiCaprio], sa performance solide ouvrant la voie à un [climax] étonnamment poignant ». En janvier 2022, il a été rapporté que Don't Look Up a établi un record du plus grand nombre de visionnements de n'importe quel film sur Netflix, le distributeur du film, en une seule semaine, ce qui en faisait le troisième élément le plus regardé de l'histoire de la société.
Dans la série Yellowjackets, qui est diffusée sur Showtime à partir du 14 novembre 2021, Lynskey joue le rôle de Shauna, une femme au foyer et mère de banlieue qui, avec trois vieilles amies (jouées par Tawny Cypress, Christina Ricci et Juliette Lewis) a gardé des secrets sur un accident d'avion survenu il y a vingt-cinq ans. La série a été saluée par Judy Berman de Time pour son « réalisme psychologique » et sa capacité à mélanger différents genres avec succès, tandis que Lacy Baugher Milas de Paste a estimé que c'était « l'une des nouvelles offres les plus convaincantes de la saison télévisée d'automne, un mystère sinueux qui… fonde son histoire sur une expérience spécifiquement féminine d'une manière que d'autres [émissions] comme celle-ci n'ont jamais pris la peine d'essayer ». Les acteurs ont été unanimement félicités pour leurs performances, mais Rolling Stone a estimé que « la vedette… est Lynskey » car « elle est toujours géniale, mais Shauna se sent comme le… rôle qu'elle a attendu toute sa carrière pour jouer ». Dans une critique similaire, The Guardian a convenu que « Lynskey fait de loin le gros du travail le plus émouvant de la série ». Lynskey a déclaré que c'était la « rage intériorisée » du personnage qui l'avait attirée vers le rôle, ainsi qu'« un vrai trait sombre que j'aimais... et dont j'étais aussi terrifiée ». Elle a déclaré au New York Post : « J'ai 44 ans, et ici je joue quelqu'un qui est complexe et intéressant et qui a une vie amoureuse et une histoire… Et c'est une émission sur quatre femmes d'âge moyen [qu'un] grand réseau est prêt à faire… J'ai maintenant des opportunités que j'aurais été ravi d'avoir quand j'étais [plus jeune] ». Il a été annoncé le 7 décembre 2021 que Lynskey avait été nommée pour le Critics 'Choice Award de la meilleure actrice dans une série dramatique pour son interprétation de Shauna, prix qu'elle remporte lors de la cérémonie du 13 mars 2022. Sa prestation dans les deux saisons lui vaut d'obtenir à deux reprises une nomination aux Emmy Awards dans la même catégorie,,.
En mai 2022, Lynskey interprète le rôle de Betty Gore - la victime de la meurtrière Candy Montgomery (incarnée par Jessica Biel) - dans la mini-série policière inspirée de faits rééls Candy : Meurtre au Texas, diffusée pendant cinq nuits consécutives sur Hulu. Malgré une réaction critique mitigée, certains trouvant l'émission trop similaire à d'autres du même type, le travail de Biel et Lynskey a été unanimement salué. Kristen Baldwin de Entertainment Weekly estime que « Lynskey... capture la tristesse et le ressentiment bouillonnant d'un femme étouffée par les limites de la maternité au foyer », tandis que Brian Tallerico de RogerEbert.com dit qu'« elle fait tellement de choses avec juste un soupir ou un langage corporel vaincu ». Écrivant pour le Chicago Sun-Times, Richard Roeper a qualifié la série « d'étude de personnage psychologique fascinante », ajoutant que « bien que Candy consacre la majorité du temps à l'écran à raconter des événements du point de vue du personnage principal, Lynskey donne à Betty un présence mémorable et constante... [elle] était clairement déprimée et avait besoin d'aide... et à travers la performance de Lynskey, nous trouvons cela tragique et déchirant ». La performance de Lynskey lui vaut d'être nommée pour les Critics 'Choice et Satellite Awards pour son interprétation de Betty,.
Dans la série The Last of Us, adapté du jeu du même nom, Lynskey apparaît en guest dans le rôle de Kathleen (un personnage original créé spécialement pour la série), la « leader impitoyable d'un mouvement révolutionnaire ». La série, diffusée sur HBO depuis janvier 2023, obtient de bonnes critiques. Stephen Kelly de BBC Culture l'a nommé comme étant « la meilleure adaptation de jeu vidéo de tous les temps », notant que la performance « effroyablement violente et vengeresse » de Lynskey était « superbe » tandis que Daniel Fienberg a estimé qu'elle était « excellente... tout à fait efficace » dans sa critique pour The Hollywood Reporter. Sa prestation lui vaut une nomination à l'Emmy Award de la meilleure actrice invitée dans une série télévisée dramatique,.
Dans la mini-série dramatique historique en six épisodes de Peacock Le Tatoueur d'Auschwitz, Lynskey incarne la travailleuse sociale et jeune romancière néo-zélandaise Heather Morris, qui se lie d'amitié avec un survivant âgé de l'Holocauste (joué par Harvey Keitel) et lui présente son idée de livre sur son temps passé dans un camp de concentration. La série, diffusée en mai 2024, est bien reçu par la critique. Nick Schager du Daily Beast soulignant la chimie de Lynskey avec Keitel, mais critiquant la perruque qu'elle portait dans le but de ressembler au vrai Morris, tandis que d'autres critiques pensaient que son travail était « discret [et] infiniment empathique » ainsi que « mesuré, nuancé, texturé et tout à fait beau »,. En raison de la nature du matériel, Lynskey a décrit l'expérience de tournage comme « lourd », mais a déclaré qu'elle estimait qu'il était « important de raconter autant d'histoires que possible sur cette période de l'histoire ».
Elle devait figurer dans le prochain film d'Andrew Niccol, I Object, mais en raison d'un agenda chargé, elle est remplacée par Anna Faris.
En dehors de Yellowjackets, Melanie Lynskey intègre le casting du long-métrage Griffin in Summer. En 2025, elle est la guest-star d'un épisode de la série Poker Face et tient l'un des rôles principaux du film dramatique Pike River, basé sur la catastrophe (en) de la mine de Pike River, qui a coûté la vie à 29 personnes en novembre 2010, devenant le plus grave accident minier en Nouvelle-Zélande depuis 1914. Lynskey incarne Anna Osborne, dont le mari tué durant l'accident et qui mène avec une amie (incarnée par Robyn Malcolm), qui a perdu son fils également dans la catastrophe, un combat pour obtenir justice.

### Vie privée
En 2001, Lynskey rencontre l'acteur américain Jimmi Simpson lors du tournage de Rose Red, dans lequel ils apparaissent tous les deux. Ils se sont fiancés en 2005 et se sont mariés le 14 avril 2007, dans une chapelle du lac Hayes, près de Queenstown  en Nouvelle-Zélande. Lynskey a demandé le divorce le 25 septembre 2012, invoquant des différences irréconciliables. Le divorce a été finalisé le 23 mai 2014. Lynskey et Simpson restent de bons amis,. En février 2017, Lynskey a annoncé qu'elle était fiancée à l'acteur Jason Ritter, avec qui elle sortait depuis quatre ans. En décembre de l'année suivante, ils sont devenus parents d'une fille dont le nom - Kahikatea - dérive du terme maori désignant un type de conifère originaire de Nouvelle-Zélande,,. Le couple s'est marié en 2020.
Lynskey vit à Los Angeles depuis 2000,. Elle est une amie proche de Clea DuVall et de Natasha Lyonne, qu'elle a rencontrée lorsqu'elles sont apparues ensemble dans But I'm a Cheerleader. Elle est également une amie proche d'Emily Deschanel, rencontrée sur le tournage de Rose Red, qui a été sa demoiselle d'honneur lors de son mariage avec Simpson,. Lynskey est devenue végétarienne à l'âge de 10 ans après avoir appris l'élevage de moutons, mais s'identifie maintenant comme une pesco-végétarienne. Elle souffre de misophonie,. Elle se décrit elle-même comme féministe,.
Lynskey a été ouverte sur sa lutte contre un trouble de l'alimentation, qui a duré plusieurs années. S'exprimant en 2016, elle a déclaré qu'elle avait été  « très malade pendant longtemps ». Elle déclarera à ce sujet : « J'étais si malheureuse et mes cheveux tombaient... [finalement] je me suis dit : 'J'ai juste besoin de ressembler à ce que je suis censée ressembler'... J'ai [dû] vraiment devenir à l'aise avec moi-même, parce qu'on ne peut pas faire semblant ».

## Travail d'actrice
Lynskey se décrit comme une actrice de genre au début de sa carrière, mais a depuis renoncé à ce terme. Elle dira : « Même quand je lis un scénario où je suis censé regarder le rôle principal, je me retrouverai à graviter vers une personnalité bizarre dans quelques scènes à la place ».
En ce qui concerne sa technique d'acteur, Lynskey a déclaré : « Je n'ai aucune formation... donc la seule chose que je dois suivre est mon propre instinct. Donc, si un réalisateur me donne une note qui n'a pas l'air d'être conforme à mon instinct, il m'est très difficile de faire quelque chose qui... ressemble à un mensonge. Alors, je vais argumenter, et je peux devenir un peu fougueuse parce que je le sens dans mon corps, je sais ce qui est bien ».
Interrogée par un journaliste en 2012 sur ce qu'elle ressentait d'être choisie - jusqu'à ce point de sa carrière - en tant qu'actrice de soutien plutôt qu'en tant que protagoniste, Lynskey a déclaré que c'était quelque chose auquel elle avait beaucoup pensée et que les parties « charnues » sont principalement écrit pour les hommes ou des actrices comme Meryl Streep. Elle déclarera : « Pendant un moment, on ne m'envoyait que des rôles de grosse fille. Sérieusement ? Parfois, j'ai l'impression de faire une sorte de déclaration radicale parce que je fais une taille 6 ». Elle a dit à un autre journaliste la même année : « Ça a été un gros problème que je ne sois pas [célèbre]... J'auditionnerai pour quelque chose, puis le retour a été : 'Le réalisateur te veut, les créatifs te veulent, mais le studio dit non'... mais je comprends. Les gens investissent beaucoup d'argent et ils veulent une sorte de garantie ». Lynskey a par la suite assumé des rôles principaux dans de nombreux films indépendants et a été qualifiée de « reine indépendante »,,,.
S'exprimant en 2017 sur la prise de risques dans son travail cinématographique, Lynskey a déclaré: « Je veux raconter des histoires sur des femmes qui sont intéressantes et compliquées et qui ne ressemblent pas à des personnes que vous avez vues auparavant … Il n'y a pas beaucoup d'opportunités sauf dans le monde du cinéma indépendant. J'ai fait des films qui ont coûté 50 000 $ pour l'ensemble du film. Si vous êtes prêt à travailler comme ça, vous avez des chances de faire des choses vraiment créatives et intéressantes ».
Lynskey est souvent félicitée pour sa capacité à interpréter un accent américain,,,. Elle attribue cela au fait de rester avec Joss Whedon lorsqu'elle a déménagé pour la première fois à Los Angeles : « Quand je suis arrivée ici, je suis restée dans sa chambre d'amis... J'ai regardé film après film et j'ai appris les accents américains ». Tim Blake Nelson se souvient que lorsqu'elle a auditionné pour le rôle de Colleen dans Escroc(s) en herbe, "elle est venue et a auditionné pour moi, puis… elle a ouvert [sa] bouche et a commencé à parler avec un accent néo-zélandais et j'ai tout simplement pu Je n'y crois pas, parce que son accent du sud-est de l'Oklahoma était tellement juste, et c'est un accent très spécifique ».
Lynskey est connue pour sa capacité à improviser et utilise régulièrement le travail du rêve en préparation pour un rôle,, ainsi que la musique, déclarant : « Dans chaque film que j'ai fait, j'ai une chanson particulière à laquelle je reviens sans cesse et qui me met au bon endroit émotionnel »,

## Autres travaux
En 2012, Lynskey a prêté sa voix à une version animée d'elle-même dans une vidéo de sécurité pré-vol pour Air New Zealand.
En février 2013, elle a participé à un Live Read (en) du scénario du film Glengary de 1992. L'événement, qui a eu lieu au Bing Theatre de Los Angeles, est mis en scène par Jason Reitman et a réuni un casting de femmes pour lire le scénario entièrement masculin. Lynskey jouait le rôle de George Aaronow, initialement interprété par Alan Arkin,.
Entre 2014 et 2016, Lynskey a participé à plusieurs reprises à The Thrilling Adventure Hour, un podcast mis en scène dans le style de la radio d'antan, qui était diffusé mensuellement à Los Angeles. En 2015, elle a joué dans le clip vidéo de la chanson Waiting on Love de Nicki Bluhm et The Gramblers, aux côtés de son petit-ami de l'époque, Jason Ritter.
Lynskey a fait partie du jury de la compétition narrative américaine au Festival de Tribeca en 2017. En juin 2018, elle a été invitée à devenir membre de l'Academy of Motion Picture Arts and Sciences.
En octobre 2023, Lynskey a raconté Memoirs of a Hamster de Devin Scillian pour Storyline Online, une branche de la SAG-AFTRA Foundation spécialisée dans l'alphabétisation des enfants. Lynskey a été sélectionnée comme l'un des juges de la bourse Heath Ledger 2024, une initiative de l'organisation Australians in Film qui offre un soutien financier et un mentorat de carrière aux talents australiens émergents.

## Image publique
Lynskey est apparu sur les couvertures de magazines tels que The Hollywood Reporter, InStyle, Variety, TheWrap et Backstage,,,,.
Écrivant pour InStyle en 2022, Laura Norkin a qualifié Lynskey de « la personne la plus gentille d'Hollywood » et « l'une des [actrices] les plus compétentes et les plus convaincantes de notre époque ». Dans le même article, l'actrice Danielle Brooks a déclaré à propos de la réputation de Lynskey dans l'industrie : « Les gens disent : « Elle est la vraie affaire. Elle tiendra ses promesses » ».
Dans un article de 2023 pour le New York Times, Alexis Soloski a décrit Lynskey comme « polie presque jusqu'à la pathologie », ajoutant : « Hors écran, Lynskey est une femme très gentille. D'une gentillesse déconcertante. À l'écran, elle se spécialise dans une déconstruction féroce de ce même type. Au cours de la dernière décennie, et particulièrement au cours des deux dernières années... elle a incarné des femmes qui semblent inoffensives en surface - respirantes, douces, fades - pour ensuite révéler une colère et un désir sans limites ». Écrivant pour TheWrap la même année, Libby Hill a qualifié Lynskey de « favori des fans de la culture pop ».
Lynskey a déclaré à un journaliste en 2012 que, pendant un certain temps, les seuls rôles qui lui étaient proposés étaient des « rôles de grosse fille », ajoutant : « Sérieusement ? Parfois, j'ai l'impression de faire une sorte de déclaration radicale parce que je suis une taille 6 ». Dans une interview en 2022 avec The Hollywood Reporter, elle a évoqué le fait d'avoir eu honte de son corps au début de sa carrière : « C'était ridicule. J'étais déjà affamée et aussi mince que possible... les gens [mettaient] beaucoup de Spanx sur moi dans les essayages de garde-robe... [les costumiers disaient] : "Personne ne m'avait dit qu'il y aurait des filles comme toi"... les retours [à cette époque] étaient constants... 'Tu n'es pas belle ' ». La même année, lorsqu'on lui a demandé comment elle gérait la réaction à son rôle dans Yellowjackets, Lynskey a expliqué au Guardian qu'une grande attention était portée à son poids : « Il s'agit d'essayer de faire abstraction [des commentaires négatifs] et [écouter à la place] les femmes qui disent : merci d'être simplement à l'écran et de ne pas vous pincer le ventre, ou de dire : 'J'aurais aimé être plus mince'" ». Pendant ce temps, elle a déclaré que les créateurs de Yellowjackets étaient « excités » à l'idée qu'elle soit « une femme de taille moyenne » : « Personne ne me fait pression pour que je regarde différemment [et] c'est quelque chose que je ne pensais pas possible un jour ».
En février 2023, Lynskey a répondu aux critiques concernant son implication dans The Last of Us de HBO, lorsque le mannequin Adrianne Curry a laissé entendre que le type de corps de Lynskey la rendait mal adaptée au rôle d'un leader méchant : « [Le personnage est] supposé être intelligente, madame. Je n'ai pas besoin d'être musclé. C'est à ça que servent les sbires" ». Jeffrey Pierce, le partenaire de Lynskey dans la série, l'a défendue en déclarant : « Hollywood a fait un travail terrible en créant la mythologie de : qu'est-ce qu'un homme ? Qu'est-ce qu'une femme ? Quelles sont ces esthétiques que nous présentons comme du pouvoir ? », ajoutant qu'il pense que Lynskey avait géré la situation avec « grâce [et] courage ».
Bien qu'elle ne soit pas elle-même gay, Lynskey est largement considérée comme une « icône gay »,,.

## Filmographie

### Cinéma

#### Années 1990
- 1994 : Créatures célestes (Heavenly Creatures) de Peter Jackson : Pauline Parker
- 1996 : Fantômes contre fantômes (The Frighteners) de Peter Jackson : l'adjointe du shérif (caméo)
- 1998 : À tout jamais, une histoire de Cendrillon (Ever After) d'Andy Tennant : Jacqueline De Ghent
- 1999 : Measureless to Man d'Adam Larkin (court métrage)
- 1999 : Foreign Correspondents de Mark Tapio Kines : Melody
- 1999 : Detroit Rock City d'Adam Rifkin : Beth Burnsteen
- 1999 : But I'm a Cheerleader de Jamie Babbit : Hilary Vandermuller
- 1999 : La Cerisaie (The Cherry Orchard) de Michael Cacoyannis : Dunyasha

#### Années 2000
- 2000 : Coyote Girls (Coyote Ugly) de David McNally : Gloria
- 2001 : Snakesin de Gillian Ashurst : Alice
- 2002 : Shooters de Glenn Durfort et Colin Teague : Marie
- 2002 : Fashion victime (Sweet Home Alabama) d'Andy Tennant : Lurlynn
- 2002 : Abandon de Stephen Gaghan : Mousy Julie
- 2003 : Claustrophobia de Mark Tapio Kines : Lauren
- 2003 : Le Mystificateur (Shattered Glass) de Billy Ray : Amy Brand
- 2004 : The Nearly Unadventurous Life of Zoe Cadwaulder de Buboo Kakati : Zoe Cadwaulder (court-métrage)
- 2005 : Say Uncle de Peter Paige : Susan
- 2006 : Mémoires de nos pères (Flag of Our Fathers) de Clint Eastwood : Pauline Harnois
- 2006 : Le Carrefour du parc (Park) de Kurt Voelker : Sheryl
- 2008 : Itty Bitty Titty Committee de Jamie Babbit : Plastic Surgery Lady (non créditée)
- 2008 : A Quiet Little Marriage de Mo Perkins : Monique
- 2008 : Show of Hands de Anthony McCarten : Jess
- 2009 : The Informant! de Steven Soderbergh : Ginger Whitacre
- 2009 : Away We Go de Sam Mendes : Munch Garnett
- 2009 : In the Air (Up In the Air) de Jason Reitman : Julie Bingham
- 2009 : Escroc(s) en herbe (Leaves of Grass) de Tim Blake Nelson : Colleen

#### Années 2010
- 2010 : Helena from the Wedding de Joseph Infantolino : Alice Javal
- 2011 : Les Winners (Win Win) de Thomas McCarthy : Cindy Timmons
- 2012 : Hello I Must Be Going (en) de Todd Louiso : Amy Minsky
- 2012 : Touchback de Don Handfield (en) : Macy
- 2012 : Eye of the Hurricane de Jesse Wolfe : Amelia Kyte
- 2012 : Jusqu'à ce que la fin du monde nous sépare (Seeking a Friend For the End of the World) de Lorene Scafaria : Karen
- 2012 : Le Monde de Charlie (The Perks of Being a Wallflower) de Stephen Chbosky : la tante Helen
- 2012 : Putzel de Jason Chaet : Sally
- 2013 : Teddy Bears de Thomas Beatty et Rebecca Fishman : Hannah
- 2014 : Happy Christmas de Joe Swanberg : Kelly
- 2014 : They Came Together de David Wain : Brenda
- 2014 : Chu and Blossom de Charles Chu et Gavin Kelly : Miss Shoemaker
- 2014 : We'll Never Have Paris de Simon Helberg et Jocelyn Towne : Devon
- 2014 : Goodbye to All That d'Angus MacLachlan : Anni
- 2015 : Digging for Fire de Joe Swanberg : Squiggy
- 2016 : The Intervention de Clea DuVall : Annie
- 2016 : Rainbow Time de Linas Phillips : Lindsay
- 2016 : The Great and the Small de Dusty Blas : Margaret
- 2016 : Little Boxes de Rob Meyer : Gina McNulty-Burns
- 2016 : Folk Hero & Funny Guy de Jeff Grace : Becky
- 2017 : I Don't Feel at Home in This World Anymore de Macon Blair : Ruth Kimke
- 2017 : XX d'Annie Clark : Mary (segment The Birthday Party)
- 2017 : 1 Mile to You de Leif Tilden : coach Rowan
- 2017 : And Then I Go de Vincent Grashaw : Janice Hanratty
- 2017 : The Changeover de Stuart McKenzie et Miranda Harcourt : Kate Chant
- 2018 : Sadie de Megan Griffiths : Rae

#### Années 2020
- 2021 : La Dame du manoir (Lady of the Manor) de Justin et Christian Long : Hannah Kolinsky
- 2021 : Don't Look Up : Déni cosmique (Don't Look Up) d'Adam McKay : June Mindy
- 2024 : Griffin in Summer de Nicholas Colia : Helen
- 2024 : Pike River de Robert Sarkies : Anna Osborne

### Télévision

#### Mini-séries
- 2002 : Rose Red : Rachel Wheaton
- 2006 : Comanche Moon : Pearl Coleman
- 2014 : La Forêt de l'Étrange (Over the Garden Wall) : Beatrice (voix)
- 2017 : Sunshine : Zara Skelton
- 2020 : Mrs. America : Rosemary Thomson
- 2022 : Candy : Meurtre au Texas (Candy) : Betty Gore
- 2024 : Le Tatoueur d'Auschwitz (The Tattooist of Auschwitz) : Heather Morris

#### Séries télévisées
- 2003 - 2015 : Mon oncle Charlie (Two and a Half Men) : Rose, 63 épisodes
- 2003 : The Shield : Marcy Lindhoff, 2 épisodes
- 2007 : Drive : Wendy Patrakas, 7 épisodes
- 2008 : Psych : Enquêteur malgré lui (Psych) : Emily Bloom, 1 épisode
- 2008 : The L Word : Clea Mason, 2 épisodes
- 2009 : Philadelphia (It's Always Sunny in Philadelphia) : Kate, 1 épisode
- 2010 - 2012 : Le Monde selon Tim (The Life and Times of Tim) : Becky (voix), 6 épisodes
- 2010 : Memphis Beat : Annaliese Jones, 1 épisode
- 2012 : Dr House (House) : Natalie Tavares, 1 épisode
- 2015 : Jake et les Pirates du Pays imaginaire (Jake and the Never Land Pirates) : Pearl (voix), 2 épisodes
- 2015-2016 : Togetherness : Michelle Pierson, 16 épisodes
- 2015 : Key & Peele : Fiancé, 1 épisode
- 2016-2018 : Future-Worm! : Megan / Madeline Madison (voix), 13 épisodes
- 2016 : Animals : Linda (voix), 1 épisode
- 2016 : Our Ex-Wife : Sara (pilote)
- 2017 : American Dad : Sharon (voix), 1 épisode
- 2017 : Girlboss : Gail, 3 épisodes
- 2017 : Wet Hot American Summer: Ten Years Later : Laura, 2 épisodes
- 2018 : La Colo Magique (Summer Camp Island) : Sun (voix), 3 épisodes
- 2018 : Castle Rock : Molly Strand (saison 1)
- 2019 : Easy : Beth, 1 épisode
- 2020 : Mom : Shannon, 1 épisode
- 2021 : Young Sheldon : Professeur Dora Ericson, 2 épisodes
- depuis 2021 : Yellowjackets : Shauna Shipman-Sadecki, adulte, rôle principal
- 2023 : The Last of Us : Kathleen, 2 épisodes[232],[233]
- 2023 : HouseBroken : Pinky / Memory Sheep (voix), 3 épisodes
- 2025 : Poker Face : Regina Gilvary, 1 épisode Saison 2 épisode 8

## Distinctions
Au cours de sa carrière, Melanie Lynksey a reçu de nombreuses récompenses et nominations depuis ses débuts dans le long-métrage Créatures célestes avec le New Zealand Film Award de la meilleure actrice en 1995.
Lynskey a reçu plusieurs prix pour son travail au cinéma et à la télévision, dont trois Critics' Choice Awards, un HCA, un Gracie Award, un Hollywood Film Award et un prix spécial du jury à Sundance, ainsi que des nominations pour trois Primetime Emmy, trois Gotham Award, deux Satellite Awards, un Independent Spirit Award, une Nymphe d'or et un Screen Actors Guild Award.
Lynskey a été nommée en 2015 pour le Critics' Choice Award de la meilleure actrice dans un second rôle pour son rôle sur la série Togetherness. Elle a remporté en 2022 le Critics' Choice Award de la meilleure actrice dans une série dramatique pour sa prestation dans la série Yellowjackets, et a ensuite remporté deux nominations aux Primetime Emmy Awards (actrice principale dans une série dramatique en 2022 et 2023) pour le même rôle,. En 2023, elle a reçu une autre nomination aux Critics' Choice (meilleure actrice dans un second rôle dans une mini-série) pour son rôle dans la mini-série Candy : Meurtre au Texas et une autre nomination aux Emmy (meilleure actrice invitée dans une série dramatique) pour son rôle dans la série The Last of Us.

### Récompenses
- New Zealand Film and Television Awards 1995 : meilleure actrice pour Créatures célestes[234]
- 2e cérémonie des Critics' Choice Super Awards 2022 : meilleure actrice dans une série d'horreur pour Yellowjackets[238]
- 4e cérémonie des Critics' Choice Super Awards 2024 : meilleure méchante dans une série, une mini-série ou un téléfilm	dans The Last of Us[239]

### Nominations
- Central Ohio Film Critics Association Awards 2010 : meilleure distribution d'ensemble pour In the Air[240],[Note 1]
- Visa Entertainment Screen Awards 2010 :
  - meilleure actrice néo-zélandaise dans un long-métrage pour The Informant![241]
  - meilleure exportation néo-zélandaise[241]
- 28e cérémonie des Screen Actors Guild Awards 2022 : meilleure distribution pour Don't Look Up[242],[Note 2]
- 74e cérémonie des Primetime Emmy Awards 2022 : meilleure actrice dans une série télévisée dramatique pour Yellowjackets[243]
- 75e cérémonie des Primetime Emmy Awards 2023 : 
  - meilleure actrice dans une série télévisée dramatique pour Yellowjackets[152]
  - meilleure actrice invitée dans une série télévisée pour The Last of Us[152],[Note 3]
- 4e cérémonie des Critics' Choice Super Awards 2024 : meilleure actrice dans une série d'horreur pour Yellowjackets[244]

## Voix francophones
Dans les versions françaises, Natacha Muller est la voix régulière de Melanie Lynskey depuis The Shield en 2003. La comédienne l'a également doublée notamment sur la sitcom Mon oncle Charlie à partir de la deuxième saison, remplaçant Géraldine Giraud (1968-2004) qui officiait principalement sur la première saison, les films The Informant! et I Don't Feel at Home in This World Anymore et plus récemment sur la série Yellowjackets,.
En parallèle, Edwige Lemoine l'a doublée à trois reprises sur les séries Togetherness et The Last of Us, ainsi que sur le long métrage The Intervention,. À titre exceptionnel, l'actrice est doublée par Sophie Arthuys dans la mini-série Rose Red, Ingrid Donnadieu dans Away We Go, Bénédicte Bosc dans Dr House, Diane Dassigny dans Happy Christmas (en), Virginie Ledieu dans Wet Hot American Summer: Ten Years Later, Karl-Line Heller dans Easy, Lydia Cherton dans Mrs. America et Audrey d'Hulstère dans Candy : Meurtre au Texas.
Dans les versions québécoises, Melanie Lynskey n'a pas de voix attitrée mais Violette Chauveau l'a doublée à quatre reprises notamment sur Coyote Ugly et Escroc(s) en herbe.
- Versions françaises :
  - Natacha Muller dans les séries The Shield, Mon oncle Charlie (2e voix), The Informant, I Don't Feel at Home in This World Anymore, la série Yellowjackets, etc
  - Edwige Lemoine dans les séries Togetherness et The Last of Us et The Intervention

- Versions québécoises (la liste indique les titres québécois) :
  - Violette Chauveau dans Coyote Ugly, Escroc(s) en herbe, etc